# Provinciale weg 273
De provinciale weg 273 (N273), ook wel Napoleonsweg genoemd, is een provinciale weg in beheer van de Nederlandse provincie Limburg en loopt door Midden- en Noord-Limburg vanaf Blerick naar de Belgische grens bij Ittervoort.

## Geschiedenis
Deze weg werd aangelegd vanaf 1811 tijdens het bewind van Napoleon, en daarom wordt hij ook wel Napoleonsbaan genoemd. Er werd pas laat mee begonnen omdat eerst de weg van Sint-Truiden via Tongeren en Maastricht naar Aken gereed moest komen. De Napoleonsbaan leidde van Maastricht over Maaseik naar Venlo en vormde een onderdeel van het traject naar Hamburg. Toen in 1813 aan het Napoleontische keizerrijk een einde kwam, was de weg nog niet voltooid. Onder Koning Willem I kwam de weg gereed. Zoals gebruikelijk was de weg kaarsrecht, slechts ter plaatse van natuurlijke barrières zoals moerassen (Vijverbroek) zat er een knik in de weg. Aanvankelijk bestond de weg uit een bestraat gedeelte, aan beide zijden omzoomd door bomenrijen, met daar weer naast een afwateringssloot aan beide zijden. Later werd deze weg geasfalteerd. Met haar twee rijstroken was ze voor de aanleg van de A73 tussen Venlo en Maasbracht een belangrijke en zeer drukke noord-zuidverbinding en was tot 1 januari 2010 een rijksweg (administratief rijksweg 773). De weg stond wel bekend als dodenweg, aangezien er relatief veel ongevallen op deze smalle, drukke weg plaatsvonden. Tot 1996 liep de N273 tevens tussen Venray en Venlo, toen de A73 tussen die plaatsen werd opengesteld. De huidige N273 begint bij de A73 nabij Blerick en heeft een aansluiting op de A2 bij Grathem / Ittervoort.

## Veiligheid
Doordat deze weg meerdere malen door een bebouwde kom loopt en vanwege het drukke vracht- en forensenverkeer was deze weg een van de gevaarlijkste wegen van Nederland. Vooral in het verleden vonden talrijke dodelijke ongelukken plaats, met name op uitgaansavonden. De komst van de A73-Zuid, in 2008, heeft de N273 flink ontlast. Vooral het doorgaand vrachtverkeer maakt van deze nieuwe noord-zuidverbinding gebruik.
Om de weg veiliger te maken zijn in de loop der jaren diverse maatregelen genomen. Er geldt op vrijwel het hele traject een inhaalverbod en er zijn passeerstroken voor langzaam vervoer aangelegd. In mei 2004 is een omleiding ter hoogte van Haelen gelegd, zodat het doorgaand verkeer niet meer door de bebouwde kom hoeft te rijden. Er zijn op diverse plaatsen snelheidsverlagingen doorgevoerd; op het naleven van deze snelheidslimieten wordt intensief gecontroleerd.
N62 · N69 · N251 · N252 · N253 · N254 · N255 · N256/A256 · N257 · N258 · N260 · N261 · N262 · N263 · N264 · N266 · N267 · N268 · N269 · N270/A270 · N271 · N272 · N273 · N274 · N275 · N276 · N277 · N278 · N279 · N280 · N281 · N282 · N283 · N284 · N285 · N286 · N287 · N288 · N289 · N290 · N291 · N292 · N293 · N294 · N295 · N296 · N296n · N297 · N298 · N300 · N321 · N322 · N324 · N329 · N389 · N394 · N395 · N396 · N397

N556 · N562 · N564 · N570 · N572 · N590 · N595 · N598 · N601 · N602 · N605 · N607 · N612 · N613 · N615 · N616 · N617 · N618 · N620 · N622 · N625 · N629 · N631 · N632 · N637 · N638 · N639 · N640 · N641 · N651 · N652 · N653 · N654 · N655 · N656 · N658 · N659 · N660 · N661 · N662 · N663 · N664 · N665 · N666 · N667 · N668 · N669 · N670 · N671 · N673 · N674 · N675 · N676 · N682 · N683 · N686 · N689 · N690 · N831 · N843

Voormalige provinciale wegen: N299 · N551 · N552 · N553 · N554 · N555 · N560 · N561 · N563 · N565 · N566 · N567 · N568 · N571 · N574 · N580 · N581 · N582 · N583 · N584 · N585 · N586 · N587 · N588 · N589 · N591 · N592 · N593 · N594 · N596 · N597 · N603 · N604 · N606 · N608 · N610 · N611 · N614 · N619 · N621 · N623 · N624 · N626 · N628 · N630 · N634 · N642 · N657